# 夜の人格
『夜の人格』（よるのじんかく）はRKB毎日放送（RKBラジオ）が2016年3月28日から2017年3月27日まで放送していた夜の音楽・映画情報番組。

## 概要
仕事終わりの大人をメインターゲットとしており、22時台は映画、23時台は音楽の話題を中心に構成していた。
同局が2016年3月まで放送していた「キネマの天使」と同じく不定期に映画ノベルティグッズをプレゼントしている。

## 放送時間
- 月曜日 22:00 - 23:50 (JST、2016年3月28日 - 2017年3月27日)

## パーソナリティ
- 山本真理子
- 佐藤巧
- 伊藤銀次（「音の人格　伊藤銀次のモーレツポップス塾」の講師、2016年10月3日～[1]）

## コーナー
- 今週のランキングボード
- 映画の人格
- 本日のワントーク
- 音の人格 - 2016年10月3日より「音の人格　伊藤銀次のモーレツポップス塾」に改題
- ラジドン